# Ниджица
Ниджѝца (на полски: Nidzica; на немски: Neidenburg; пруски: Nīdaspils) е град в Северна Полша, Варминско-Мазурско войводство. Административен център е на Ниджишки окръг, както и на градско-селската Ниджишка община. Заема площ от 6,86 км2. Към 2010 година населението му възлиза на 14 337 души.